# El silencio de Malka
El silencio de Malka es una serie de historieta creada por el guionista argentino Jorge Zentner y el dibujante español Rubén Pellejero, que se publicó en 1994 en la revista española de historieta Viñetas y como álbum al año siguiente.

## Argumento
La historia es una variación del mito judío del Golem, ambientada en una comunidad judía de origen ucraniano que habita en la provincia argentina de Entre Ríos El guionista, Zentner, de origen judío, se crio precisamente en dicho territorio, por lo que se valió de los recuerdos de sus familiares para desarrollar la historia. El cómic está dividido en seis partes, la primera de las cuales se desarrolla en Besarabia y la última en Buenos Aires; las cuatro centrales en la Colonia Lucenville, de inmigración judía, en Entre Ríos.
Uno de los personajes que aparecen en la historia es el profeta Elías.

## Estilo
El álbum destaca por la multiplicidad de encuadres; (abundan las viñetas panorámicas) y la composición innovadora de la página, así como por el uso que hace del color el dibujante: Rubén Pellejero.

## Premios
El silencio de Malka alcanzó un importante éxito fuera de España, como lo testimonia que en 1997 le fuera otorgado el Premio Alph-Art al mejor álbum extranjero editado en Francia en el Festival de Angulema.